# Will Allen
Will D. Allen (född 5 augusti 1978) är en amerikansk fotbollsspelare som precis har skrivit på för Miami Dolphins i NFL. Tidigare spelade han i New York Giants. Allen är cornerback och är både född och uppväxt i Syracuse i New York. I skolan (Syracuse High school) gjorde han 17 interceptions och slog skolrekordet bland seniorerna på 11 interceptions. 1995-1996 blev han utsedd till "Årets idrottsman" på skolan.
72 matcher spelade Allen för New York Giants. Han gjorde sammanlagt 17 interception och sprang 78 yards sammanlagt av alla interceptions. Bortsett från amerikansk fotboll så var även Allen en duktig sprinter på sin skola. Han kunde ha blivit en duktig friidrottare men valde amerikansk fotboll.